# Kempenlands
Kempenlands is een Brabants dialect, dat het woordenboek van de Brabantse dialecten indeelt bij het Oost-Brabants. Het wordt gesproken in Eindhoven, en het gebied ten westen, zuidwesten en zuiden hiervan, alsmede in kleine gedeeltes van de provincies Antwerpen en Belgisch Limburg. Het dialect dankt haar naam aan het voormalige Kwartier van Kempenland, waarvan het gebied grotendeels overeenkomt met het spraakgebied. Het moet niet verward worden met het Belgische Kempens, dat eveneens onder de Brabantse dialectengroep valt.

## Kenmerken
Het Kempenlandse dialect onderscheidt zich op een aantal punten duidelijk van de overige dialecten uit het Oost-Brabants:
- Het gebruik van hij tegen een vrouwelijke vorm.
- Het gebruik van de umlaut is nog altijd hoorbaar zoals bij de woorden beum (boom) of gruun (groen). Dit komt doordat onder andere het oosten van Noord-Brabant meeging in de Keulse expansie.
- Het weglaten van de t is typisch voor het oosten van Brabant. Behalve in veel gebruikte woordjes als nie, wè, dè, mi of mé (niet, wat, dat of met) hoor je in het Kempenlands hij krè en hij blè (hij krijgt en hij blijft).
- In het lidwoord een is vaak in het (Oost-)Brabants nog het geslacht hoorbaar. Zo wordt onderscheid gemaakt tussen unnen boer en  'n boerin, op zijn Kempenlands wordt vaak gesproken over  'n of e pèrd (een paard).
- Ook bij het gebruik van het woord ons is vaak het geslacht nog hoorbaar. Zo wordt er gesproken van ons moeder en onze vadder (onze vader) of ons Nel en onze Piet.

## Trivia
- Er bestaat een vijfdelig woordenboek van dit dialect, genaamd: Dialekt van Kempenland. Meer in het bijzonder d'Oerse taol. Het is de enige volledige beschrijving van een dialect uit Noord-Brabant, met woordenboek, grammatica en toponymie, en komt van de hand van Anton de Bont.[2]